# Hartmannsreuth
Hartmannsreuth ist ein Gemeindeteil des Markts Weidenberg im Landkreis Bayreuth (Oberfranken, Bayern). Hartmannsreuth liegt in der Gemarkung Lehen.

## Lage
Der aus drei Einzelsiedlungen bestehende Weiler liegt am Pensenberg (562 m ü. NHN, 0,5 km nördlich). Ein Anliegerweg führt nach Glotzdorf (1 km südwestlich).

## Geschichte
Hartmannsreuth wurde im Jahr 1409 erstmals urkundlich erwähnt. Der Ort gehörte zur Realgemeinde Glotzdorf. Gegen Ende des 18. Jahrhunderts bestand Hartmannsreuth aus einem Anwesen. Die Hochgerichtsbarkeit stand dem bayreuthischen Stadtvogteiamt Bayreuth zu. Die Grundherrschaft über den Hof hatte das Hofkastenamt Bayreuth.
Von 1797 bis 1810 unterstand der Ort dem Justiz- und Kammeramt Bayreuth. Mit dem Gemeindeedikt wurde Hartmannsreuth dem 1812 gebildeten Steuerdistrikt Neunkirchen am Main und der zugleich gebildeten Ruralgemeinde Glotzdorf zugewiesen. Mit dem Gemeindeedikt von 1818 erfolgte die Eingemeindung nach Lehen. Am 1. Mai 1978 wurde Hartmannsreuth im Zuge der Gebietsreform in Bayern in die Gemeinde Weidenberg eingegliedert.

### Ehemaliges Baudenkmal
- Haus Nr. 1: Wohnhaus von 1816. Zweigeschossiger Quaderbau von drei zu fünf Achsen. Die Fensterrahmungen sind geohrt; und haben dekorative Fensterschürzen mit seitlichen Diglyphen. Östlich angebaut ist ein erdgeschossiger Wohnstallbau des 17. mit einem Giebel des 19. Jahrhunderts. Verputzter Massivbau. Die Rundbogentüre hat ein  Sandsteingewände. Im Giebel Jahreszahl steht die „1859“.[9]

### Einwohnerentwicklung
| Jahr      | 001819 | 001822 | 001861 | 001871 | 001885 | 001900 | 001925 | 001950 | 001961 | 001970 | 001987 |
| Einwohner | 11     | 8      | 11     | 13     | 15     | 16     | 12     | 32     | 18     | 11     | 7      |
| Häuser    |        | 2      |        |        | 2      | 1      | 1      | 4      | 4      |        | 3      |
| Quelle    | [ 11 ] | [ 7 ]  | [ 12 ] | [ 13 ] | [ 14 ] | [ 15 ] | [ 16 ] | [ 17 ] | [ 18 ] | [ 19 ] | [ 1 ]  |

## Religion
Hartmannsreuth ist seit der Reformation evangelisch-lutherisch geprägt und nach St. Laurentius (Neunkirchen am Main) gepfarrt.